# Hälsinglands landskapsvapen
Hälsinglands landskapsvapen är: I svart fält en gyllene bock med röd beväring. Vapnet kröns i likhet med alla landskapsvapen av en hertiglig krona.
Vid Gustav Vasas liktåg 1560 var vapnet en tambock stående på alla fyra, men snart omvandlades det till den nuvarande stenbocken stående på bakbenen. Hälsingebocken har blivit en symbol för hela Hälsingland. Vapnet ingår tillsammans med Gästriklands landskapsvapen i vapnet för Gävleborgs län.

## Bildgalleri

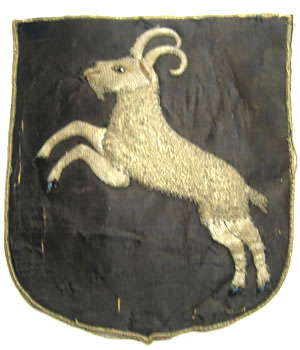
Hälsinglands vapen broderat för begravningsbanér till Karl X Gustavs begravning den 4 november 1660. Finns på Livrustkammaren.